# Sloupno (okres Havlíčkův Brod)
Sloupno (německy Slaupno) je obec v okrese Havlíčkův Brod v Kraji Vysočina, zhruba 6,5 km severovýchodně od Chotěboře. Žije zde 41 obyvatel.

## Historie
První písemná zmínka o obci pochází z roku 1556.
| Rok            | 1869 | 1880 | 1890 | 1900 | 1910 | 1921 | 1930 | 1950 | 1961 | 1970 | 1980 | 1991 | 2001 | 2006 | 2011 |
| Počet obyvatel | 143  | 118  | 126  | 161  | 166  | 173  | 149  | 117  | 113  | 102  | 81   | 55   | 44   | 46   | 45   |

## Pamětihodnosti
- Zvonice

## Galerie

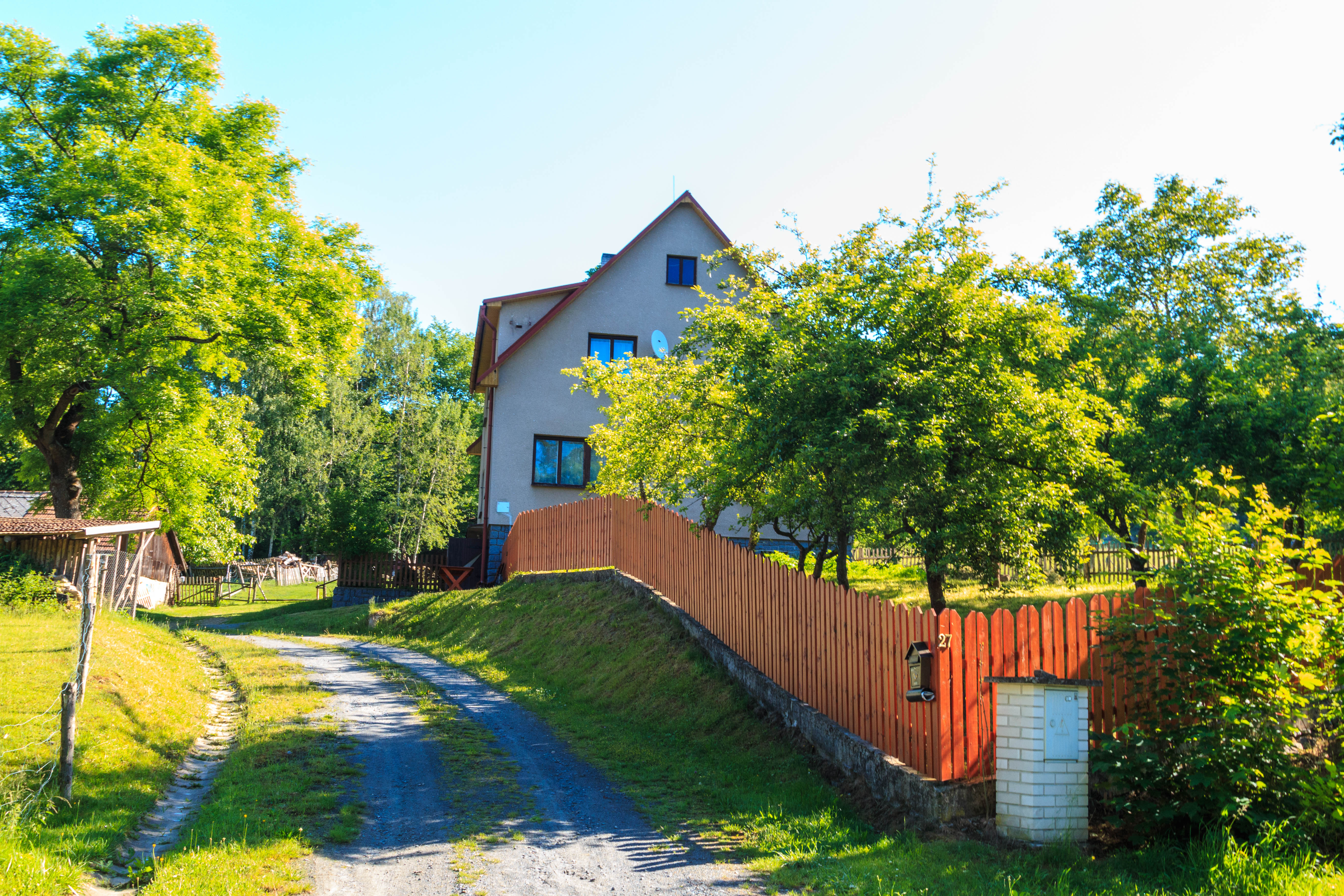
Čp. 27
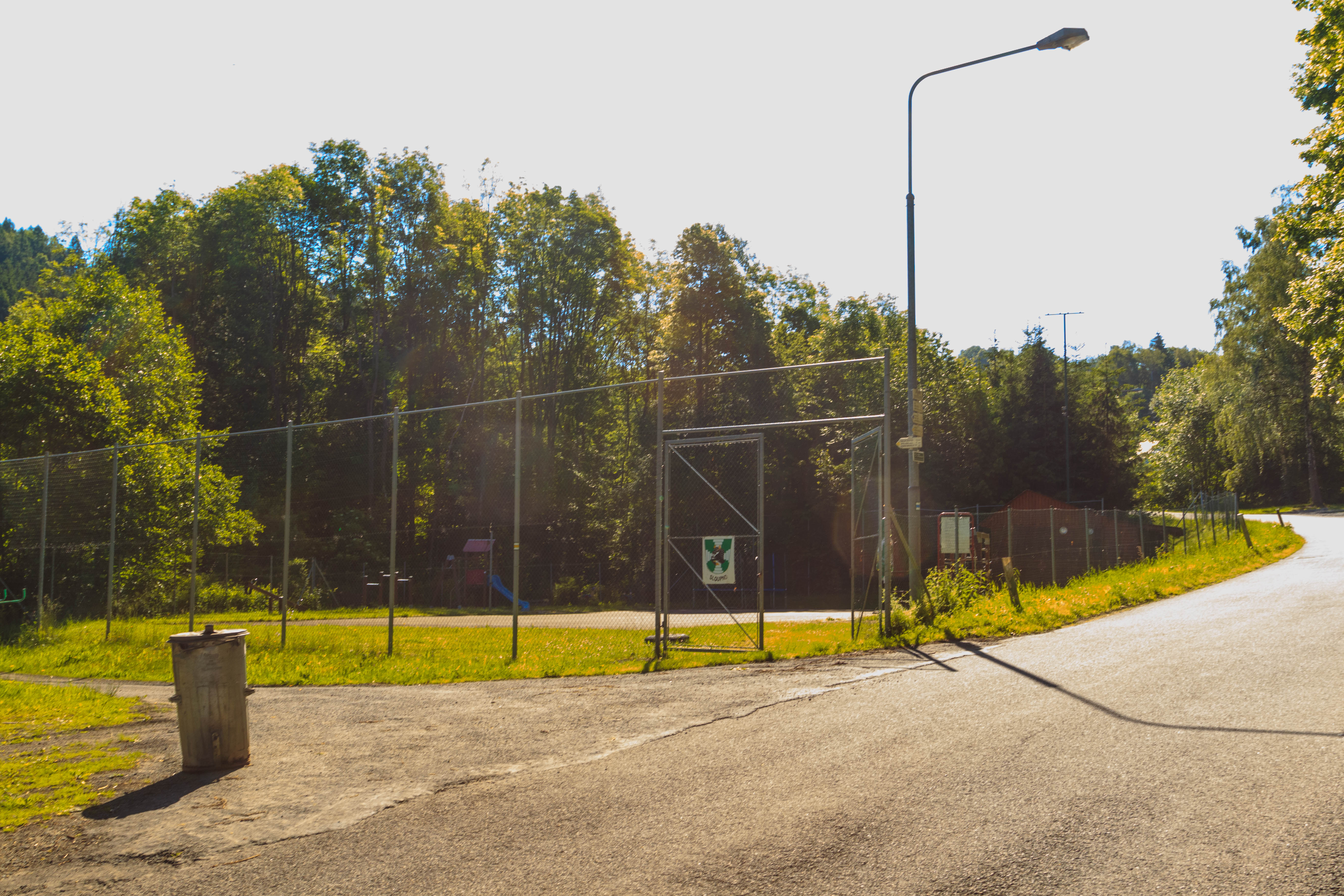
Hřiště
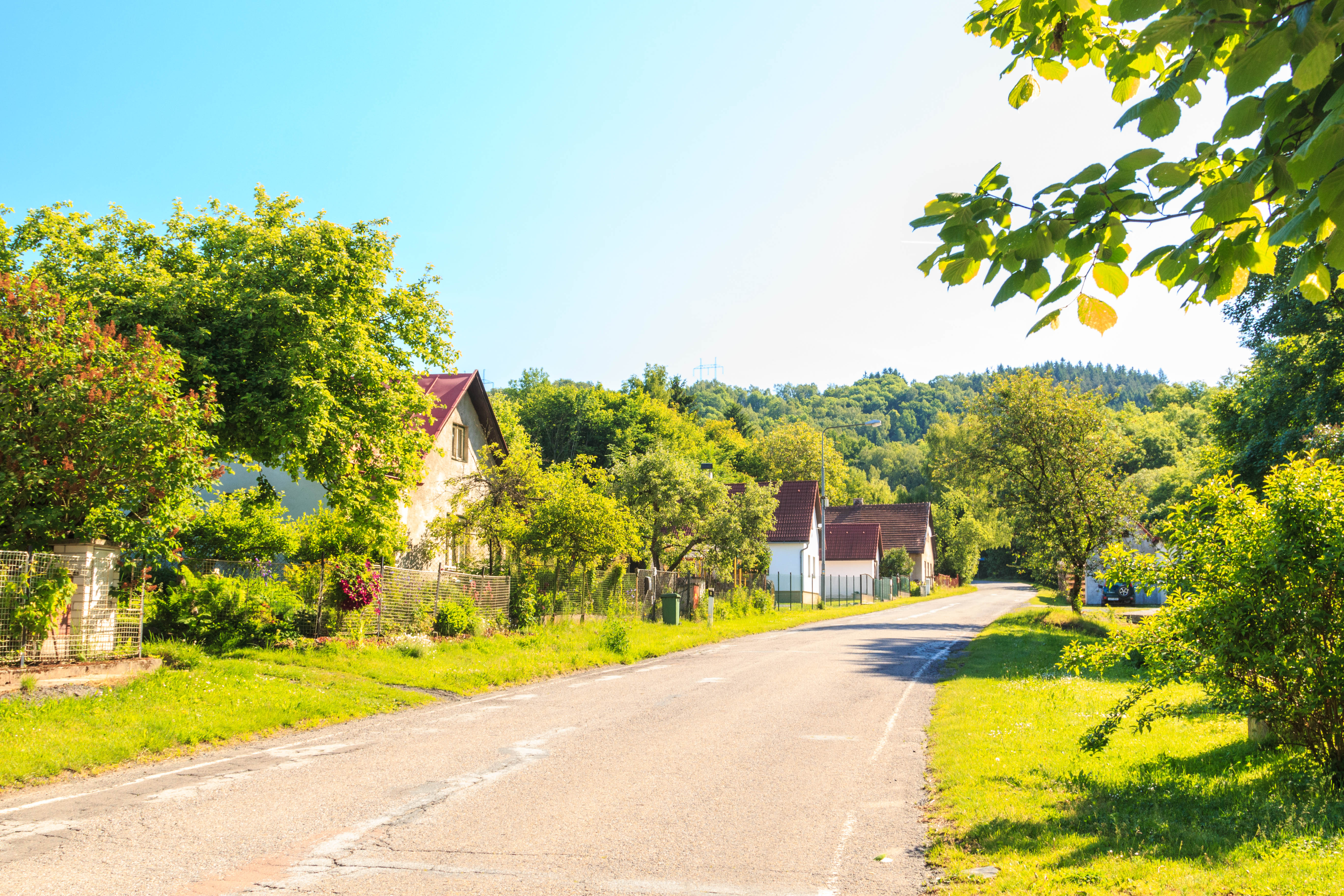
Čp. 23
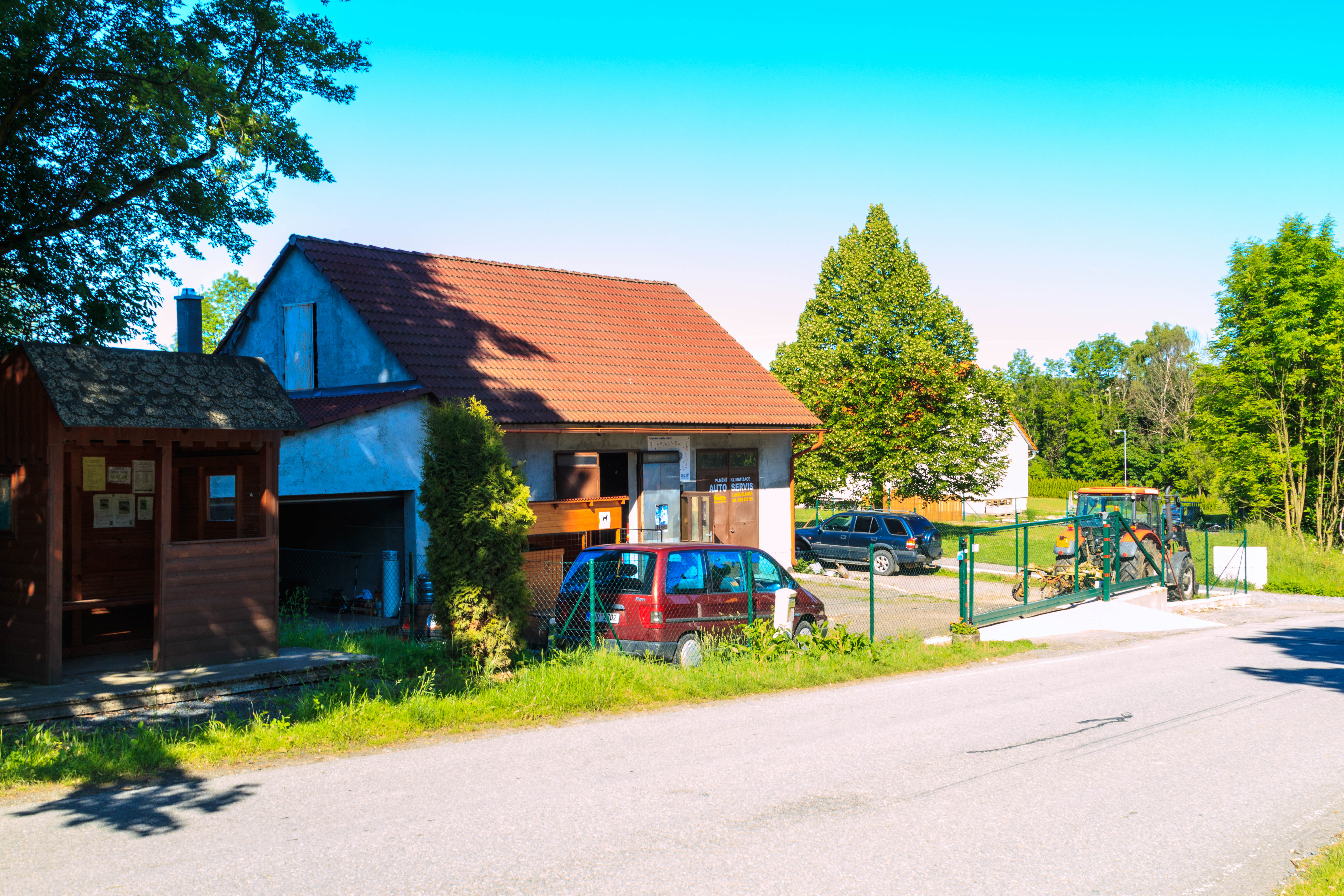
Autoservis